# Piraju
Piraju este un oraș în São Paulo (SP), Brazilia.